# Adygejsk
Denne side handler om byen i Rusland. For adygernes sprog, se Adygeisk.
Adygejsk (russisk: Адыге́йск, tr. Adygéjsk; adygeisk: Адыгэкъалэ, tr. Adygekjale) er en by i Republikken Adygeja i det Sydlige føderale distrikt i Den Russiske Føderation. Adygejsk har 13.224 (2024) indbyggere.